# Glücksklee
Glücksklee (Oxalis tetraphylla), auch Vierblättriger Sauerklee genannt, ist eine Pflanzenart aus der Gattung Sauerklee (Oxalis) innerhalb der Familie der Sauerkleegewächse (Oxalidaceae). Für diese Art gibt es eine Vielzahl von Synonymen, vor allem der Name Oxalis deppei Lodd. ist immer noch regelmäßig in Gebrauch. Sie wird verbreitet als Zierpflanze genutzt. Als Glücksklee wird ursprünglich der vermeintlich glücksbringende Fund eines seltenen vierfiedrigen Blattes einer vorwiegend dreifiedrigen Sorte insbesondere beim Rasenklee genannt.

## Beschreibung

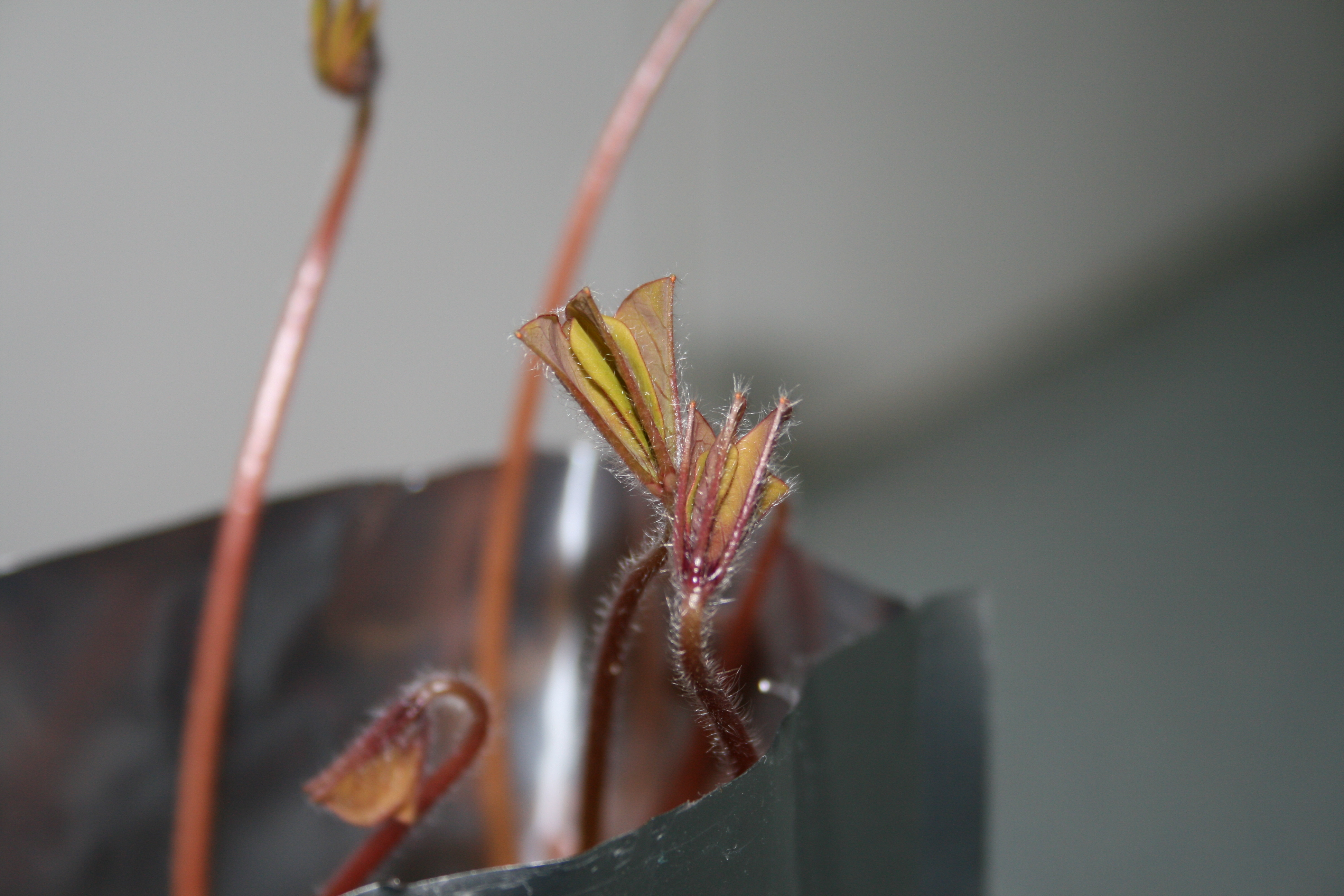
Sich öffnende Keimblätter mit gut sichtbarer Behaarung

### Habitus
Der Glücksklee ist eine ausdauernde, krautige Pflanze, die Wuchshöhen von 15 bis 40 Zentimeter erreicht. Die Sprossachse wächst komplett unterirdisch und bildet Stolonen aus.

### Zwiebel und Wurzeln
Die Zwiebeln sind zwischen 1,5 und 3,5 Zentimeter lang und 1,5 bis 3 Zentimeter breit und bestehen aus gleichgestalteten schmal eiförmigen, rötlich braunen Zwiebelschuppen. Diese sind drüsig behaart. Die äußeren schützenden Schuppen sind breiter und am Rand hyalin und weniger behaart. Die inneren Schuppen sind dicker und speichern mehr Stärke. Werden die Zwiebeln älter, wird Calciumoxalat und Tannin in die Schuppen eingelagert.
Immer gegen Ende des Jahres bilden sich an der Spitze der Stolonen kleine blassgelbe Zwiebelchen, die sich nach zwei bis drei Jahren abschnüren. Etwa die Hälfte der Schuppen dieser Zwiebelchen dient nur zur Nährstoffspeicherung, wohingegen sich die andere Hälfte in Blätter differenzieren kann.
Zwiebeln, Zwiebelchen und Keimlinge bilden kontraktile Wurzeln aus, mit denen sie sich in den Boden ziehen können. Die Wurzeln sind unverzweigt und haben nur wenige Wurzelhaare. Sie sind nur wenig effizient in ihrer Fähigkeit zur Wasseraufnahme.

### Blätter

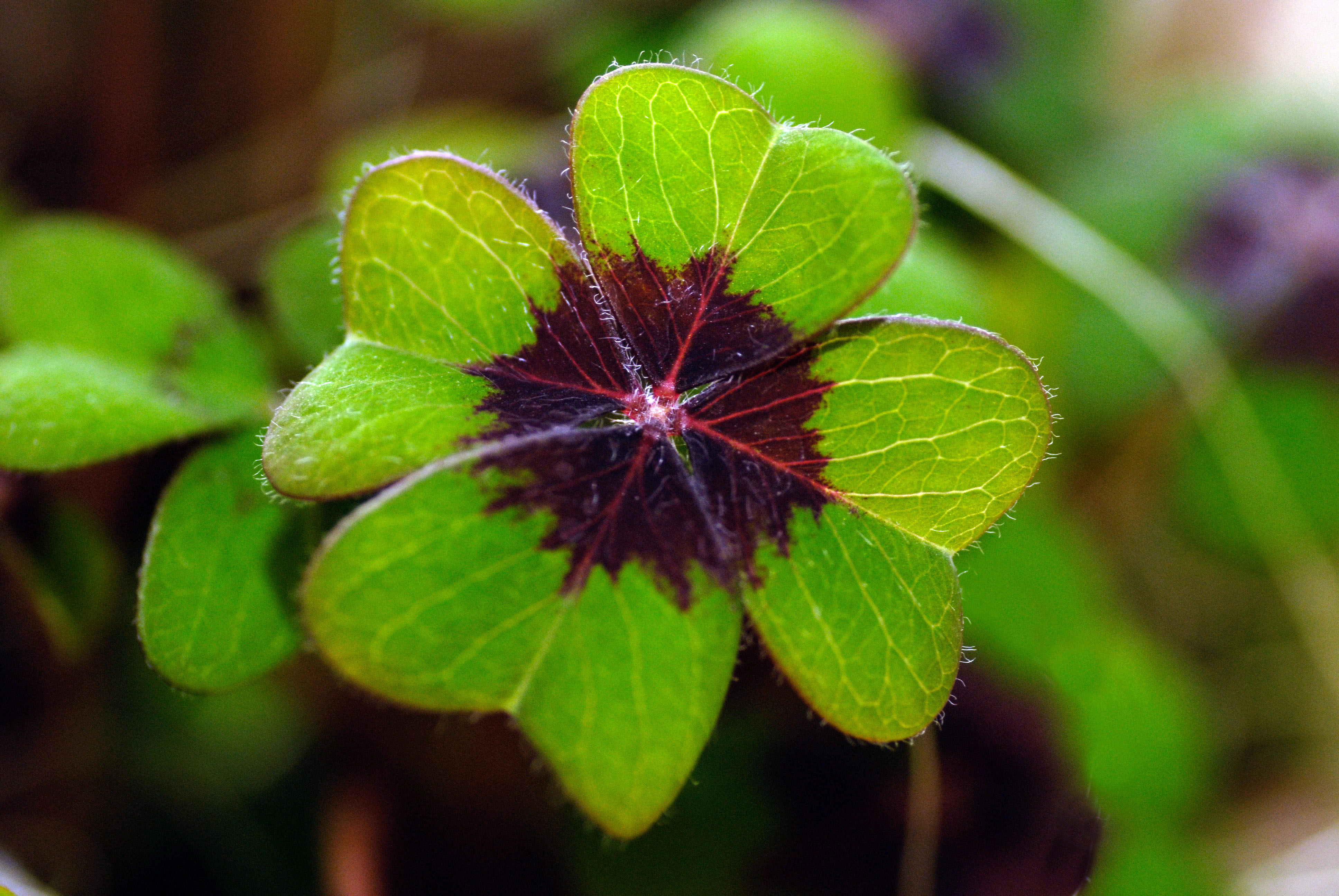
Einzelnes vierteiliges Laubblatt

Die ein bis neun Laubblätter sind vierteilig gefingert, selten dreiteilig. Die zwischen 10 und 40 Zentimeter langen Blattstiele sind etwa ein Drittel so lang wie die Blütenstandsschäfte und ebenso wie diese dünn mit zwischen 0,2 und 2 Millimeter langen, septierten (gespaltenen) und unseptierten Trichomen bewachsen.
Die bis zu 1 Millimeter lang gestielten Fiederblättchen sind verkehrt-dreieckig oder selten verkehrt-eiförmig und ganzrandig oder bis zu einem Viertel ihrer Länge gelappt. Sie sind zwischen 20 und 65 Millimeter lang und etwa eben so breit wie lang. Die Blattoberseite ist kahl oder ebenso wie die Blattunterseite dünn mit zwischen 0,2 und 2 Millimeter langen Haaren bewachsen. Die Stiele sind grün-braun bis rötlich und behaart.
Calciumoxalateinlagerungen finden sich vor allem am distalen Blattrand, seltener sind sie willkürlich über die Blattspreite verstreut.

### Blütenstände und Blüten

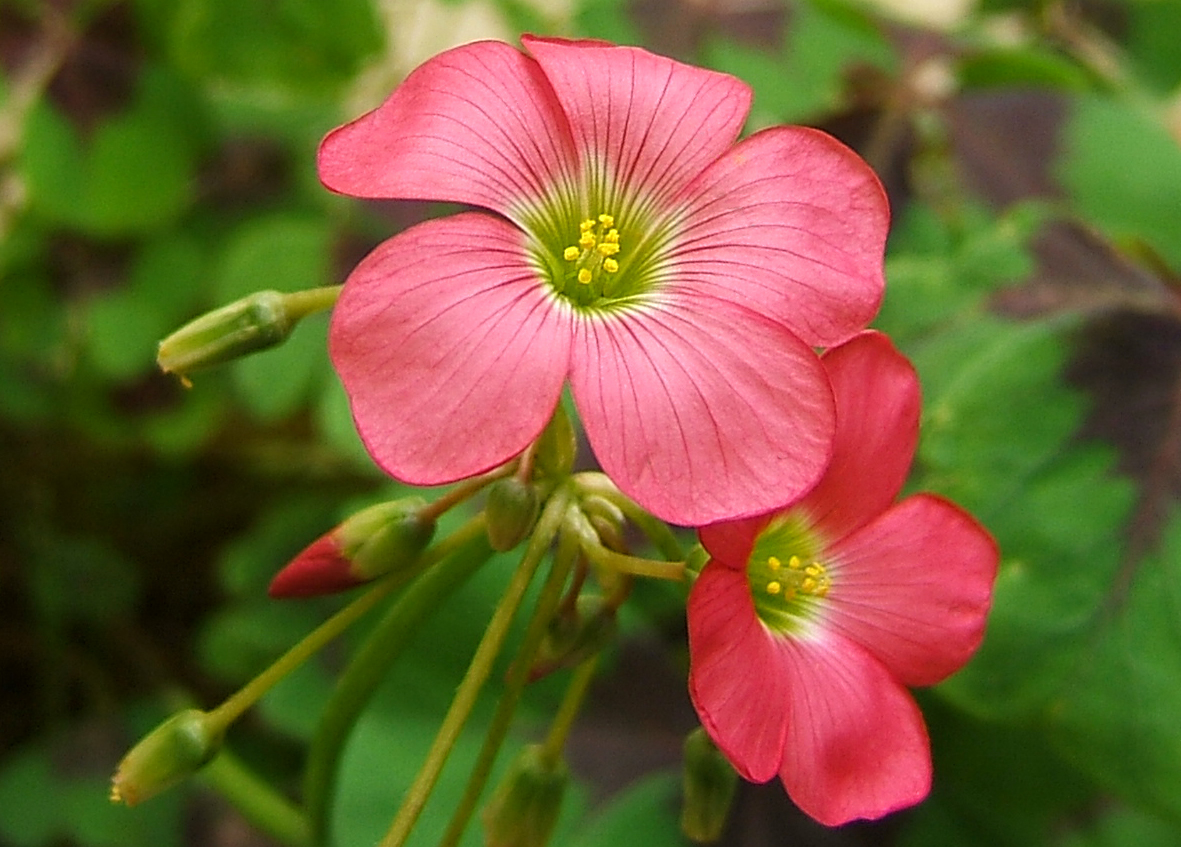
Fünfzählige Blüten

Die ein bis drei Blütenstandsschäfte je Pflanze weisen eine Länge zwischen 15 und 50 Zentimeter auf. Die scheindoldigen Blütenstände sind meist 6- bis 13-blütige (3- bis 22-blütige). Die Tragblätter sind zwischen 1,5 und 8 Millimeter lang und behaart oder unbehaart. Die behaarten Blütenstiele besitzen eine Länge von 8 bis 28 Millimeter. Die zwittrigen, radiärsymmetrischen, fünfzähligen Blüten weisen einen Durchmesser von etwa 2 Zentimeter auf.
Der Kelch ist orange, rötlich-schwarz oder schwarz. Die Kelchblätter sind schmal eiförmig und fünf- bis neunnervig. Sie sind kahl oder leicht behaart. Die Spitze ist abgerundet oder abgeschnitten mit zwei bis vier Calciumoxalateinlagerungen.
Die Krone ist 11 bis 20 Millimeter lang und im unteren Teil verwachsen mit zwischen 5 und 11 Millimeter langen freien Lappen. Die Kronröhre ist gelblich-grün. Die freien Kronzipfel sind rosa bis karminrot.

#### Blütenorgane

Trimorphe Heterostylie

Die Blütezeit reicht von Juni bis Oktober. Die Blüten des Glücksklees sind trimorph heterostyl, das heißt, dass drei verschiedene Blütentypen an einer Art vorkommen. Die Blütentypen werden beim Sauerklee nach der Länge des Griffels unterschieden (kurzgriffelige, mittelgriffelige und langgriffelige Blüten). Die Staubblätter stehen in zwei Kreisen, die des äußeren Kreis sind kürzer und die des inneren länger. In der Mitte stehen die weiblichen Blütenorgane. Beim Glücksklee treten langgriffelige Blüten am häufigsten auf.
Bei den kurzgriffeligen Blüten sind die Staubblätter des äußeren Kreises zwischen 4 und 7 Millimeter lang und die des inneren Kreises durchmessen 5 bis 10 Millimeter. Das Gynoeceum (die weiblichen Sexualorgane) sind 2,5 bis 4,5 Millimeter lang und der Griffel 0,5 bis 1 Millimeter. Die Narbe ist 0,3 bis 0,5 Millimeter breit.
Bei den mittelgriffeligen Blüten sind die Staubblätter insgesamt kürzer (äußerer Kreis 2 bis 4 Millimeter, innerer Kreis 6 bis 8 Millimeter) und Griffel, Gynoeceum und Narbe größer (Griffel 1 bis 2,5 Millimeter, Gynoeceum 3 bis 5 Millimeter, Narbe 0,3 bis 0,5 Millimeter). Bei den langgriffeligen Blüten verstärkt sich dieser Trend noch (Staubblätter äußerer Kreis 2 bis 4 Millimeter, innerer Kreis 4 bis 6 Millimeter, Griffel 4 bis 5 Millimeter, Gynoeceum 6 bis 9 Millimeter, Narbe 0,3 bis 0,4 Millimeter).

### Früchte und Samen
Die vier- bis fünfsamigen, ellipsoidischen, kahlen oder schwach behaarten Kapselfrüchte weisen eine Länge zwischen 5 und 12 Millimeter auf und besitzen eine scharfe Spitze. Die Früchte sind etwa zu einem Viertel vom Kelch eingeschlossen. Die bräunlichen Samen sind bei einer Länge von 1,5 bis 2 Millimetern sowie einer Breite von 0,8 bis 1,2 Millimetern länglicheiförmig und an den Seiten abgeflacht.

### Chromosomensatz
Die Chromosomenzahl beträgt 2n = 56.

## Verbreitung

Verbreitungskarte

Der Glücksklee ist in Mexiko endemisch und wächst dort in Annuellenfluren. Die Varietät Oxalis tetraphylla var. tetraphylla ist in den Bundesstaaten Veracruz, México, Morelos und Michoacán verbreitet. Oxalis tetraphylla var. mexicana ist in Hidalgo und Guerrero heimisch, wohingegen Oxalis tetraphylla var. guerreroensis in den Bundesstaaten Oaxaca, Guerrero, Michoacán und Colima vorkommt.
Es wurde von einem einzigen kleinen Vorkommen in Costa Rica berichtet, von dem aber unklar ist, ob es natürlichen Ursprungs ist. Ein weiteres wahrscheinlich neophytisches Vorkommen findet sich im nordwestlichen Himalaya. Die Art wurde 1837 in England als Zierpflanze eingeführt und seitdem tauchen immer wieder neophytische Bestände in Europa auf. Auch in Nordamerika, Afrika und Australien existieren eingeschleppte Vorkommen. Wegen der unterirdischen Zwiebeln ist die Art schwer zu bekämpfen, wird aber in der Regel nicht als invasiv angesehen. In Japan wird die Art als invasiv eingeschätzt.

## Systematik
Innerhalb der Gattung Sauerklee (Oxalis) wird Oxalis tetraphylla in die Sektion Ionoxalis gestellt. Am nächsten verwandt scheint Oxalis latifolia zu sein, mit der die Art Oxalis tetraphylla regelmäßig hybridisiert. Diese Hybride Oxalis latifolia × tetraphylla wurde 1919 von Knuth als Oxalis tlalpamensis beschrieben. Neuere Untersuchungen lehnen einen Artstatus für diese natürliche Hybride allerdings ab.
Je nach Autor gibt es drei allopatrische Varietäten:
- Oxalis tetraphylla var. tetraphylla: Mit deutlich größeren Pollen als bei den anderen Varietäten und sieben- bis zehnnervigen Zwiebelschuppen. Samen mit 8 Längs- und 13 Querrippen.
- Oxalis tetraphylla var. mexicana Denton: Mit dreinervigen Zwiebelschuppen und glatten Samen. Die Varietät ist sympatrisch mit Oxalis decaphylla verbreitet.
- Oxalis tetraphylla var. guerreroensis Denton: Mit fünf- bis siebennervigen Zwiebelschuppen und Samen mit 11 bis 12 Längs- und 14 Querrippen.

### Botanische Geschichte

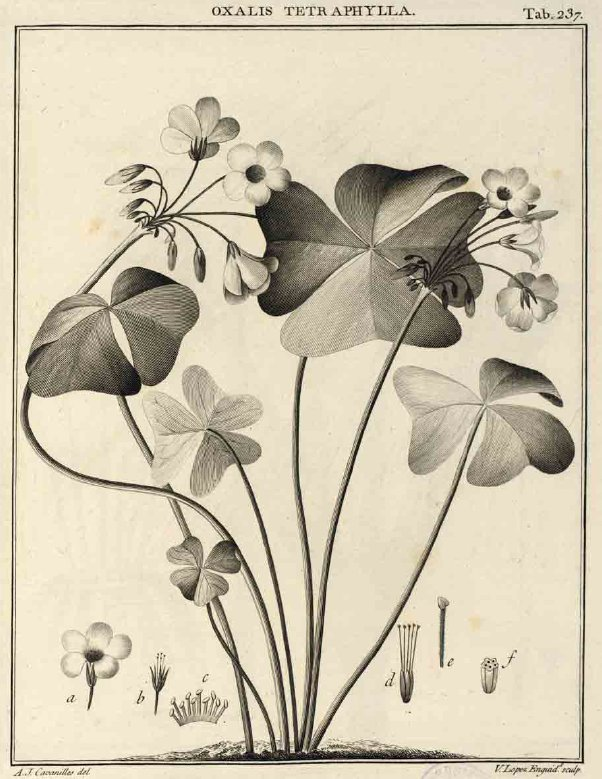
Illustration aus den Icones et descriptiones plantarum von Antonio José Cavanilles 1794

Die Erstbeschreibung von Oxalis tetraphylla erfolgte 1794 durch Antonio José Cavanilles in seinen Werk Icones et descriptiones plantarum, Band 3, S. 18, Tafel 237. Das Artepitheton tetraphylla setzt sich aus dem altgriechischen τετρά tetra für „vier“ und φυλλον phýllon für „Blatt“, nach dem vierteiligen Laubblatt, zusammen. Der Holotypus wird heute in Madrid archiviert. Er wurde entweder auf einer Expedition von 1787 bis 1803 nach Neuspanien unter der Leitung von Martín Sessé y Lacasta entdeckt oder auf der Expedition zwischen 1789 und 1794, die von Alessandro Malaspina geleitet wurde und ihn von Feuerland bis nach Alaska und durch den Pazifik bis Australien führte.
Ferdinand Deppe entdeckte auf seiner von 1824 bis 1826 dauernden Mexiko-Expedition ebenfalls den Glücksklee und brachte ihn nach England, wo er von Conrad Loddiges 1829 zu Ehren Deppes unter dem Namen Oxalis deppei in Botanical Cabinet; Consisting of Coloured Delineations of Plants from all Countries Band 15, tab. 1500 beschrieben und abgebildet wurde. In England wurde die Art schnell als Zierpflanze sehr beliebt.
Carl Ernst Otto Kuntze stellte die Art 1891 in die Gattung Acetosella. Dabei unterschied er aber zwischen Acetosella tetraphylla und Acetosella deppei.
Joseph Nelson Rose stellte die Art 1906 in eine eigene Gattung Ionoxalis, die später als Sektion zu Oxalis gestellt wurde. John Kunkel Small ließ ein Jahr später auch Ionoxalis deppei folgen.
Paul Erich Otto Wilhelm Knuth veröffentlichte 1919 im Notizblatt des Botanischen Gartens und Museums zu Berlin-Dahlem eine Übersicht der Gattung Oxalis, bei der der Glücksklee wieder in die Gattung Oxalis gestellt wurde. Später wurde Oxalis deppei dann als Synonym von Oxalis tetraphylla erkannt.

## Nutzung
Von alters her gilt das vierblättrige Kleeblatt als Glückszeichen, gemeint sind aber eigentlich Blätter von Arten der Gattung Klee (Trifolium).  Echte vierblättrige Kleeblätter werden zumeist an Weiß-Klee (Trifolium repens) gefunden. Dennoch ist der Glücksklee, der ausschließlich vierblättrige Blätter ausbildet, als Zierpflanze sehr beliebt. Er wird vor allem zu Silvester verschenkt.
Die Art wird vor allem in Balkonkästen, Pflanzschalen und Einfassungen gepflanzt. Sie ist seit spätestens 1822 in Kultur. Bekannte Sorten sind „Iron Cross“ und „Alba“ mit weißen Blüten.
Die Zwiebeln lassen sich, nachdem sie einmal getrocknet wurden, wie Möhren zubereiten. Die Art hat als Speisepflanze aber nur geringe bis keine Bedeutung.